# Alexandra Trică
Alexandra Trică est une joueuse roumaine de volley-ball née le 21 octobre 1985 à Brăila. Elle mesure 1,85 m et joue au poste de réceptionneuse-attaquante. Elle totalise 13 sélections en équipe de Roumanie.

## Clubs
| Club             | De        | À         |
| ---------------- | --------- | --------- |
| CSU Metal Galați | 2005-2006 | 2009-2010 |
| Tomis Constanța  | 2010-2011 | 2011-2012 |
| CSU Târgu Mureș  | 2012-2013 | 2013-2014 |
| CSM Târgoviște   | 2014-2015 | …         |

## Palmarès
- Championnat de Roumanie
  - Vainqueur : 2007, 2008, 2009, 2010, 2011, 2012.
  - Finaliste : 2015, 2016.
- Coupe de Roumanie
  - Vainqueur : 2007, 2008, 2009, 2011, 2016.
  - Finaliste : 2012, 2019.
- Supercoupe de Roumanie
  - Vainqueur : 2016.